# Andrew Kavovit
Andrew Michael Kavovit (* 19. Juli 1971 in New York City, New York) ist ein US-amerikanischer Schauspieler.

## Leben
Andrew Kavovit stammt aus der Bronx, einem Stadtteil von New York City und wuchs später in Yorktown Heights im Westchester County auf, wo er 1989 die Highschool abschloss.
1987 übernahm Kavovit seine erste Schauspielrolle als Paul Stenbeck in der Seifenoper Jung und Leidenschaftlich – Wie das Leben so spielt. Nachdem er zweimal für einen Daytime Emmy Award als Herausragender Jungdarsteller einer Drama-Serie nominiert wurde, konnte er diesen Preis 1990 gewinnen.  In der Folge trat er vor allem in Gastrollen in US-Serien, wie Full House, Eine schrecklich nette Familie, Star Trek: Deep Space Nine, New York Cops – NYPD Blue, Burning Zone – Expedition Killervirus oder Die himmlische Joan. Von 1998 bis 2000 war er als John "J.D." Dunne in einer Hauptrolle in der kurzlebigen Serie Die glorreichen Sieben zu sehen.
2001 war Kavovit in einer kleinen Rolle als Richie in der Roadmovie-Komödie Rat Race – Der nackte Wahnsinn zu sehen. 2007 spielte er als Max Poole einen Mörder und Stalker in einer Folge der dritten Staffel von Criminal Minds. Dieser Auftritt bedeutet bis zum jetzigen Zeitpunkt seinen letzten Auftritt als Schauspieler.

## Filmografie (Auswahl)
- 1987–1989: Jung und Leidenschaftlich – Wie das Leben so spielt (As the World Turns, Fernsehserie, 3 Episoden)
- 1993: Full House (Fernsehserie, Episode 6x22)
- 1994: Palm Beach-Duo (Silk Stalkings, Fernsehserie, Episode 3x18)
- 1994: Lifestories: Families in Crisis (Lifestories, Fernsehserie, Episode 1x12)
- 1994: Willkommen im Leben (My So-Called Life, Fernsehserie, Episode 1x09)
- 1995: Eine schrecklich nette Familie (Married with Children, Fernsehserie, Episode 9x26)
- 1995: The Great Man Swap (Fernsehfilm)
- 1995: Tod nach Schulschluß – Eine Lehrerin unter Anklage (Trial by Fire , Fernsehfilm)
- 1995: Courthouse (Fernsehserie, Episode 1x08)
- 1996: Star Trek: Deep Space Nine (Fernsehserie, Episode 5x04)
- 1996: New York Cops – NYPD Blue (NYPD Blue, Fernsehserie, Episode 4x06)
- 1997: Burning Zone – Expedition Killervirus (The Burning Zone, Fernsehserie, Episode 1x14)
- 1998–2000: Die glorreichen Sieben (The Magnificent Seven, Fernsehserie, 22 Episoden)
- 1999: Ein Hauch von Himmel (Touched by an Angel, Fernsehserie, Episode 6x02)
- 2001: Rat Race – Der nackte Wahnsinn (Rat Race)
- 2001: The Meeksville Ghost
- 2003: Die himmlische Joan (Joan of Arcadia, Fernsehserie, Episode 1x07)
- 2003: Miracles (Fernsehserie, Episode 1x08)
- 2006: Twilight Memories (Kurzfilm)
- 2007: Criminal Minds (Fernsehserie, Episode 3x06)